# 504-й штурмовой авиационный полк
504-й штурмовой авиационный полк — авиационная воинская часть ВВС РККА штурмовой авиации в Великой Отечественной войне.

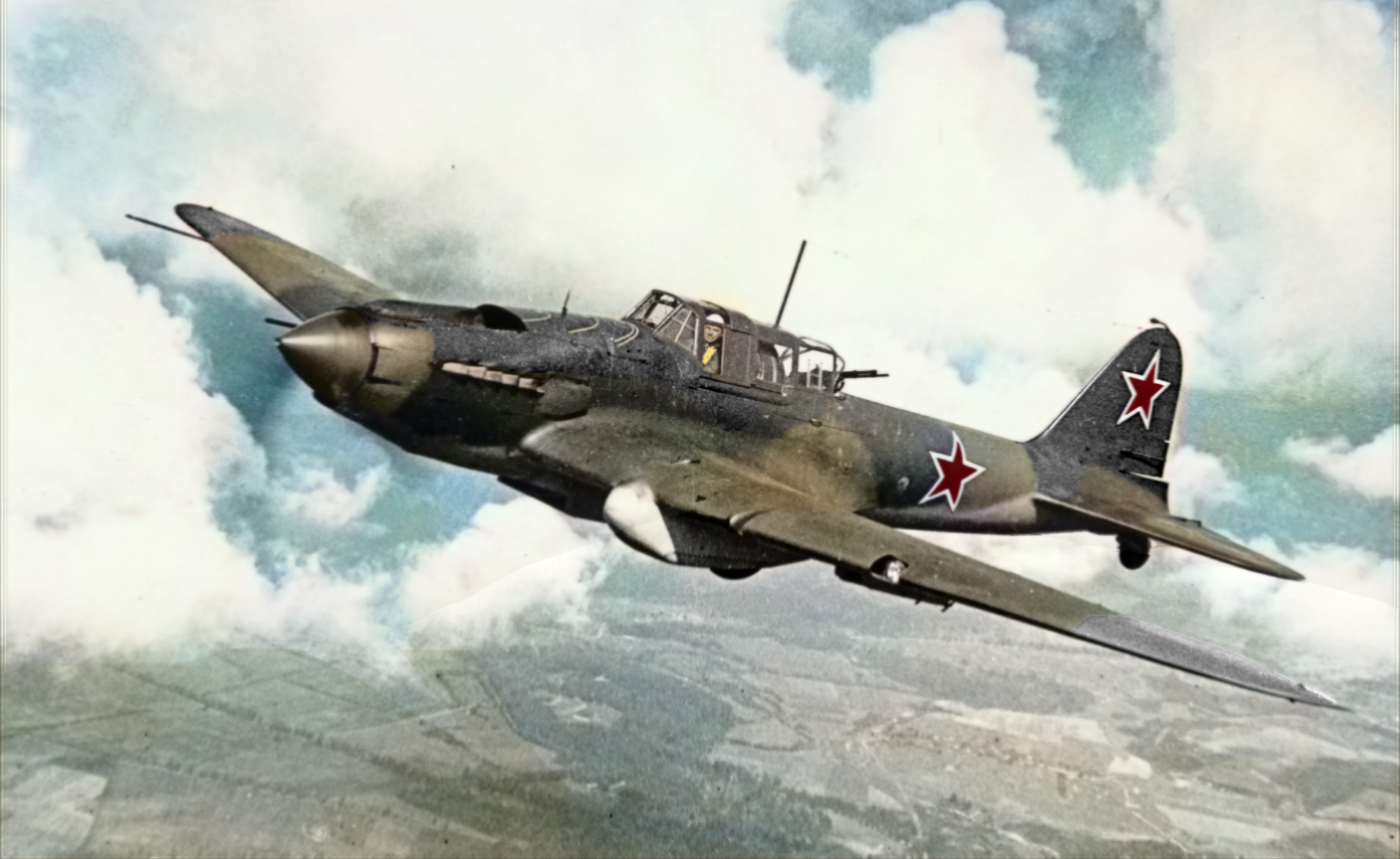
На вооружение полка самолёт Ил-2 поступил в середине сентября 1941 года.

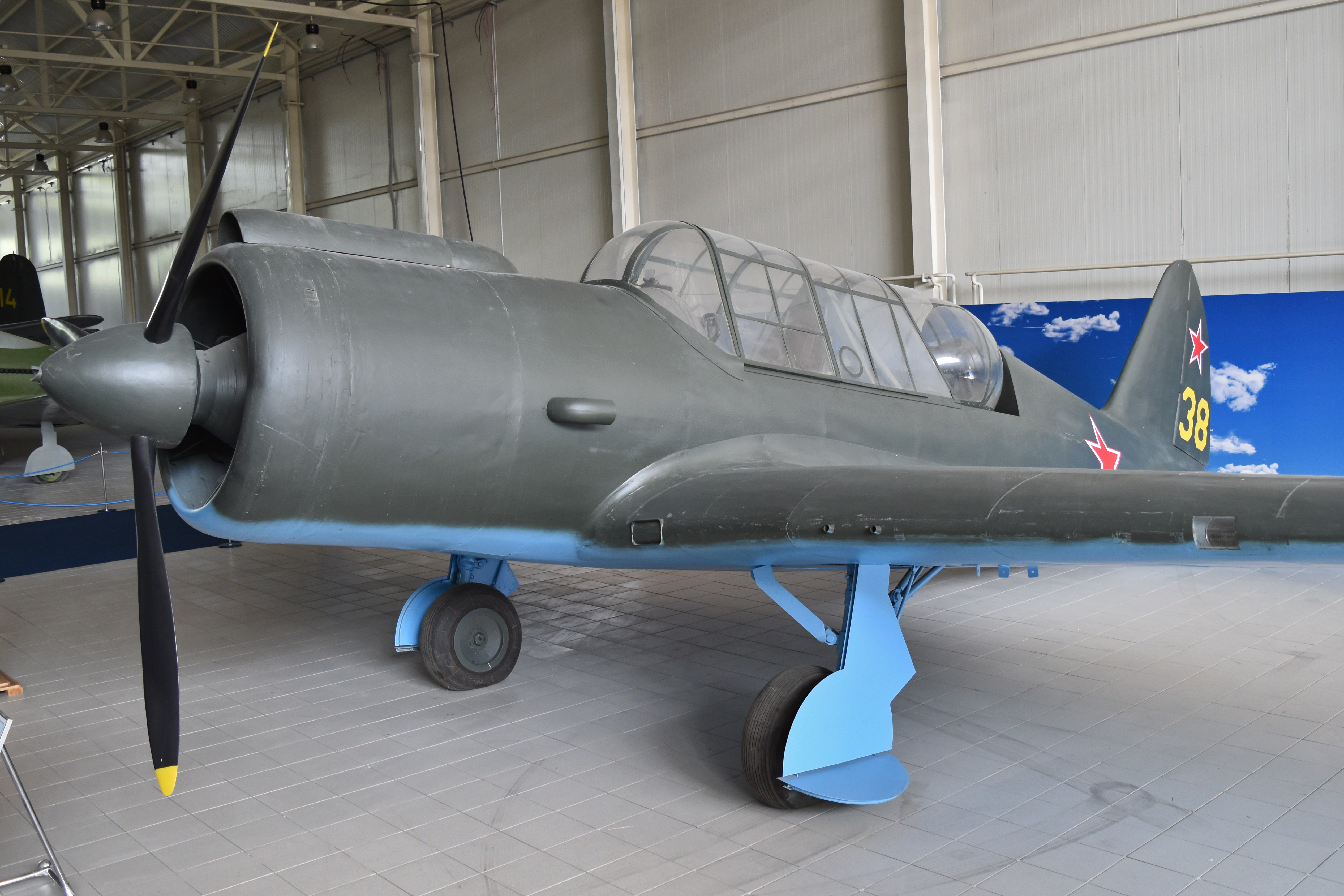
На вооружение полка самолёт Су-2 использовался в качестве штурмовика. На фотографии показан самолёт Су-2 из коллекции Центрального Музея Военно-воздушных сил в Монино.

## Наименование полка
В различные годы своего существования полк имел наименования:
- 103-й ближнебомбардировочный авиационный полк;
- 103-й бомбардировочный авиационный полк;
- 103-й штурмовой авиационный полк[1][2];
- 504-й штурмовой авиационный полк;
- 74-й гвардейский штурмовой авиационный полк (18.03.1942 г.)[3];
- 74-й гвардейский штурмовой авиационный Сталинградский полк (04.05.1944 г.);
- 74-й гвардейский штурмовой авиационный Сталинградский Краснознамённый полк (06.07.1944 г.);
- 74-й гвардейский штурмовой авиационный Сталинградский Краснознамённый ордена Суворова полк (26.04.1945 г.);
- 74-й гвардейский истребительно-бомбардировочный авиационный Сталинградский Краснознамённый ордена Суворова полк (26.04.1945 г.)[3];
- Войсковая часть (Полевая почта) 15556 (до 18.03.1943 г.)[4]
- Войсковая часть (Полевая почта) 36732.

## История и боевой путь полка
Свою историю полк ведет от 103-го штурмового авиационного полка, который сформирован на базе 43-й смешанной авиабригады Харьковского военного округа 5 мая 1938 года на основании приказа командующего Харьковского военного округа в городе Харькове на самолётах Су-2. Полк получил наименование 103-й ближнебомбардировочный авиационный полк (именовался также как 103-й бомбардировочный авиационный полк) и вошел в состав 19-й легкобомбардировочной авиабригады Харьковского военного округа.
В августе 1941 года полк убыл с фронта на переформирование и переучивание в состав 1-й запасной штурмовой авиабригады в Воронеж, где получил новые Ил-2. В сентябре 103-й ближнебомбардировочный авиационный полк переименован в 103-й штурмовой авиаполк 2-х эскадрильного состава. На базе остального личного состава полка сформированы 504-й и 565-й штурмовые авиаполки. 25 сентября 1941 года полк убыл в составе 2-х эскадрилий на Крымский участок Закавказского фронта.
Вновь сформированный 504-й штурмовой авиационный полк в середине сентября 1941 года получил 20 самолётов Ил-2 и к концу месяца перебазировался под Ленинград, где вошел в состав 2-й резервной авиагруппы. Свой первый боевой вылет полк совершил 4 октября 1941 года. Всего за время боев на подступах к Ленинграду в полосе действий 52-й, 4-й и 54-й армий летчики полка совершили 201 боевой вылет. Ударами с воздуха штурмовики уничтожили 13 самолётов, 18 танков и 197 автомашин, уничтожили 1620 солдат и офицеров противника. В январе 1942 года направлен в тыл на переформирование в Приволжский военный округ в Чапаевск в состав 12-го запасного авиационного полка 1-й запасной штурмовой авиабригады.
С апреля 1942 года полк полк в составе 8-й ударной авиагруппы Ставки ВГК вел боевые действия на Брянском фронте на елецком направлении. С мая 1942 года полк принимал участие в Харьковском сражении в составе 226-й штурмовой авиадивизии, нанося штурмовые удары по тактическим и оперативным резервам противника на харьковском направлении в районе Моспаново, Волчий Яр, Михайловка, Граково, по танковым группам и переправам на реке Северский Донец, Таволжанка и Старица.
К середине июня 1942 года в боях на Юго-Западном фронте полк понес большие потери, из боевого состава не выводился, был доукомплектован одной эскадрильей с завода (часть летчиков-перегонщиков осталась в полку) и несколькими Ил-2 из 800-го штурмового авиаполка. С 12 июля 1942 года полк в составе 8-й воздушной армии вошел в подчинение Сталинградского фронта и участвовал в Сталинградской битве на котельниковском направлении и в Донбассе.
За проявленные в боях отвагу, стойкость, дисциплину и героизм личного состава Приказом НКО СССР № 128 от 18 марта 1943 года дивизия преобразована в 1-ю гвардейскую штурмовую авиационную дивизию и 4 мая 1943 года удостоена почётного наименования «Сталинградская», полк преобразован в 74-й гвардейский (Директивой Штаба ВВС КА № 512340 от 21.03.43 г.) и ему присвоено почетное наименование «Сталинградский». Гвардейское знамя полку вручено 29 апреля 1943 года.
В составе действующей армии полк находился с 1 октября по 30 декабря 1941 года и с 9 апреля 1942 года по 18 марта 1943 года.

## Командиры полка
- Капитан, майор Болдырихин Фёдор Захарович, 01.09.1941 — 06.12.1942 г.
- майор Прутков Степан Дмитриевич, 06.12.1941 — 18.03.1943

## В составе объединений
| Дата          | Фронт (округ)             | Армия                            | Корпус                          | Дивизия                                                                             | Примечания |
| ------------- | ------------------------- | -------------------------------- | ------------------------------- | ----------------------------------------------------------------------------------- | ---------- |
| 05.05.1938 г. | Харьковский военный округ | ВВС Харьковского военного округа | -                               | 19-я легкобомбардировочная бригада                                                  |            |
| 22.06.1941 г. | Западный фронт            | ВВС Западного фронта             |                                 |                                                                                     |            |
| 29.06.1941 г. | Западный фронт            | ВВС Западного фронта             |                                 | ВВС 21-й армии                                                                      |            |
| 26.07.1941 г. | Центральный фронт         | ВВС Центрального фронта          |                                 | ВВС 21-й армии                                                                      |            |
| 15.08.1941 г. | Орловский военный округ   | ВВС Орловского военного округа   |                                 | 1-я запасная штурмовая авиационная бригада                                          |            |
| 20.09.1941 г. | Ставка ВГК                | Оперативная авиационная группа   |                                 | 2-я резервная авиационная группа                                                    |            |
| 01.10.1941 г. | Ленинградский фронт       | ВВС Ленинградского фронта        |                                 | 2-я резервная авиационная группа                                                    |            |
| 20.12.1941 г. | Волховский фронт          | ВВС Волховского фронта           |                                 | 2-я резервная авиационная группа                                                    |            |
| 01.02.1942 г. | Приволжский военный округ | ВВС Приволжского военного округа |                                 | 1-я запасная штурмовая авиационная бригада 12-й запасной штурмовой авиационный полк |            |
| 09.04.1942 г. | Брянский фронт            | ВВС Брянского фронта             | Ударные авиационные группы СВГК | 8-я ударная авиационная группа                                                      |            |
| 18.05.1942 г. | Брянский фронт            | ВВС Брянского фронта             |                                 | 226-я штурмовая авиационная дивизия                                                 |            |
| 20.05.1942 г. | Брянский фронт            | 2-я воздушная армия              |                                 | 226-я штурмовая авиационная дивизия                                                 |            |
| 24.05.1942 г. | Юго-Западный фронт        | ВВС Юго-Западного фронта         | -                               | 226-я штурмовая авиационная дивизия                                                 |            |
| 13.06.1942 г. | Юго-Западный фронт        | 8-я воздушная армия              | -                               | 226-я штурмовая авиационная дивизия                                                 |            |
| 12.07.1942 г. | Сталинградский фронт      | 8-я воздушная армия              | -                               | 226-я штурмовая авиационная дивизия                                                 |            |
| 15.09.1942 г. | Юго-Западный фронт        | 8-я воздушная армия              | -                               | 226-я штурмовая авиационная дивизия                                                 |            |
| 30.09.1942 г. | Сталинградский фронт      | 8-я воздушная армия              | -                               | 226-я штурмовая авиационная дивизия                                                 |            |
| 31.12.1942 г. | Южный фронт               | 8-я воздушная армия              | -                               | 226-я штурмовая авиационная дивизия                                                 |            |
| 18.03.1943 г. | Южный фронт               | 8-я воздушная армия              | -                               | 226-я штурмовая авиационная дивизия                                                 |            |
| 18.03.1943 г. | Южный фронт               | 8-я воздушная армия              | -                               | 1-я гвардейская штурмовая авиационная дивизия                                       |            |

## Участие в операциях и битвах
- Битва за Ленинград — с 1 октября 1941 года по 30 декабря 1941 года.
- Болховская операция — с 9 апреля 1942 года по 20 апреля 1942 года.
- Харьковская операция — с 30 мая 1942 года по 30 мая 1942 года.
- Воронежско-Ворошиловградская операция — с 28 июня 1942 года по 5 июля 1942 года.
- Сталинградская битва:
  - Сталинградская оборонительная операция — с 17 июля 1942 года по 18 ноября 1942 года.
  - Сталинградская наступательная операция — с 19 ноября 1942 года по 2 февраля 1943 года.
- Ростовская операция — с 1 января 1943 года по 18 февраля 1943 года.

## Герои Советского Союза
- Бородин Алексей Иванович, старший лейтенант, начальник Воздушно-Стрелковой Службы 504-го штурмового авиационного полка 226-й штурмовой авиационной дивизии 8-й воздушной армии Указом Президиума Верховного Совета СССР от 1 мая 1943 года удостоен звания Герой Советского Союза. Золотая Звезда № 953.
- Докукин Иван Архипович, лейтенант, заместитель командира эскадрильи 504-го штурмового авиационного полка 226-й штурмовой авиационной дивизии 8-й воздушной армии Указом Президиума Верховного Совета СССР от 8 февраля 1943 года удостоен звания Герой Советского Союза. Золотая Звезда № 833.
- Прутков Степан Дмитриевич, майор, командир 504-го штурмового авиационного полка 226-й штурмовой авиационной дивизии 8-й воздушной армии Указом Президиума Верховного Совета СССР от 1 мая 1943 года удостоен звания Герой Советского Союза. Золотая Звезда № 734.
- Смильский Михаил Иванович, старший лейтенант, командир эскадрильи 504-го штурмового авиационного полка 226-й штурмовой авиационной дивизии 8-й воздушной армии Указом Президиума Верховного Совета СССР от 1 мая 1943 года удостоен звания Герой Советского Союза. Золотая Звезда № 951.

## Воины полка, совершившие огненный таран
Огненный таран совершили:
- 29 сентября 1942 года лётчик 1-й эскадрильи старший сержант Веденин Иван Прокофьевич, выполняя боевое задание в Сталинграде, посмертно награждён 23.10.1942 г. орденом Красного Знамени.